# أوسكار باسو
أوسكار باسو (بالإسبانية: Oscar Basso)‏ هو لاعب كرة قدم أرجنتيني، ولد في 22 أبريل 1922 في بوينس آيرس في الأرجنتين، وتوفي في 25 مايو 2007. لعب مع إنتر ميلان وبوتافوغو ريغاتاس وتيغري وريفر بليت ونادي سان لورينزو ونادي فاسكو دا غاما.